# 小行星2017
小行星2017（2017 Wesson）是一颗围绕太阳公转的小行星。1903年9月20日，馬克斯·沃夫在海德堡发现了此天体。
該小行星以美國天文學家康拉德·M·巴德維爾（Conrad M. Bardwell）的妻子瑪麗·瓊·韋森·巴德維爾（Mary Joan Wesson Bardwell）命名。
这颗小行星的绝对星等为136.49182等。